# Nico Naldini
 Nico Naldini de son vrai nom Domenico Naldini (né le 1er mars 1929 à Casarsa della Delizia , Province de Pordenone et mort à Trévise le 9 septembre 2020) est un romancier, poète et réalisateur italien. Certains de ses travaux ont été traduits en anglais.

## Biographie
Naldini est le cousin du poète et cinéaste Pier Paolo Pasolini qui en 1948 publie les premiers poèmes de Naldini, Seris par un frut en dialecte frioulan. Naldini écrit  aussi des œuvres en dialecte vénitien et en italien.
Naldini s'occupait du marketing et de la promotion des films pour des œuvres importantes comme 1900 de Bernardo Bertolucci et Casanova de Fellini. En 1974, il réalise le documentaire Fascista , édité par Franco Arcalli et pour lequel Giorgio Bassani est engagé comme narrateur. En 1989, la biographie de Pasolini, Pasolini, una vita est publiée. 
Naldini a été lecteur et professeur à l' Université de Trente et professeur de littérature italienne à l' Université de Tunis. Son travail comprend la vulgarisation de la littérature et de la culture italienne à travers le monde. 
Naldini est mort à  Trévise le 9 septembre 2020, à l'âge de 91 ans.

## Œuvres

### Poésie et narration
- Seris par un frut, a cura di Pier Paolo Pasolini, Casarsa, Academiuta di lenga furlana, 1948.
- Un vento smarrito e gentile. Liriche friulane, Milan, Scheiwiller, 1958.
- La curva di San Floreano, Turin, Einaudi, 1988.
- Meglio gli antichi castighi, Parme, Guanda, 1997.
- Occasionalmente altro, Lecce, Manni Editore, 1999.
- Il nobile Von. Lettere non spedite a Francesco Zambon veneziano, Lecce, Manni Editore, 2008
- Una striscia lunga come la vita, a cura di F. Zambon, Venise, Marsilio, 2009.
- Piccolo romanzo magrebino, Parme, Guanda, 2016.
- Il treno del buon appetito, Vicence, Ronzani Editore, 2017 (1ª ed.: Parme, Guanda, 1995).

### Biographies
- Nei campi del Friuli. La giovinezza di Pasolini e una conversazione di Andrea Zanzotto, Milan, Scheiwiller, 1984.
- Vita di Giovanni Comisso, Turin, Einaudi, 1985 (Saggi).
- Pasolini, una vita, Torino, Einaudi, 1989. (Seconde édition : Vérone, Tamellini, 2014).
- Il solo fratello. Ritratto di Goffredo Parise, Milan, Archinto, 1989.
- Come non ci si difende dai ricordi, Naples, Cargo, 2005.
- De Pisis, vita solitaria di un poeta pittore, Tamellini, 2013 (1e ed.: Turin, Einaudi, 1990).
- Breve vita di Pasolini, Parme, Guanda, 2009 (2ª ed.: 2015).

- Giacomo Leopardi. La vita e le lettere, (con F. Bandini), Milan, Garzanti, 1983.
- Pier Paolo Pasolini, Lettere 1955-1975, Turin, Einaudi, 1988 (La Biblioteca dell'Orsa).
- Giovanni Comisso. Opere, (con R. Damiani), Milan, Mondadori, 2002 (I Meridiani).